# Ґнати (Остроленцький повіт)
Ґнати (пол. Gnaty) — село в Польщі, у гміні Леліс Остроленцького повіту Мазовецького воєводства.
Населення — 182 особи (2011).
У 1975—1998 роках село належало до Остроленцького воєводства.

## Демографія
Демографічна структура станом на 31 березня 2011 року:
|          | Загалом | Допрацездатний вік | Працездатний вік | Постпрацездатний вік |
| -------- | ------- | ------------------ | ---------------- | -------------------- |
| Чоловіки | 90      | 13                 | 64               | 13                   |
| Жінки    | 92      | 26                 | 47               | 19                   |
| Разом    | 182     | 39                 | 111              | 32                   |